# Robert Bigelow
Robert T. Bigelow (ur. 12 maja 1945) – amerykański przedsiębiorca w przemyśle astronautycznym oraz hotelarstwie. Założył sieć hotelową Budget Suites of America. Dzięki zgromadzonym na tym przedsięwzięciu funduszom założył w 1999 r. przedsiębiorstwo branży astronautycznej Bigelow Aerospace. Sponsorował ponadto instytucje zajmujące się badaniami nad UFO.
Celem Bigelowa jest zbudowanie stacji orbitalnych, budowane jako nadmuchiwane segmenty, które spełniałyby zarówno zadania orbitalnych hoteli turystycznych, jak i prywatnych stacji badawczych. Podstawowy moduł takich stacji BA 330 będzie miał objętość 330 m³. Przewiduje się, że pierwsza stacja zostanie umieszczona na orbicie po 2015 r., gdy staną się dostępne środki transportu orbitalnego konstruowane jeszcze w ramach programu Commercial Crew Program finansowanego przez NASA. W ramach testów firma Bigelowa umieściła na orbicie w latach 2006 i 2007 dwa modele swoich modułów nazwane Genesis I i Genesis II.